# 1693

## أحداث
- تأسيس مدينة ماتانزاس وتقع حاليا في كوبا.
- 29 مارس: تأسيس مدينة كوريتيبا وتقع حاليا في البرازيل.
- 11 يناير : زلزال بقوة 7.4 يضرب مملكة صقلية ويخلف 60000 قتيلا.
- 8 فبراير - كلية وليام وماري في وليامزبرغ، فرجينيا تم منحها ميثاق ملكي من الملك وليام الثالث والملكة ماري الثانية.

## مواليد
- 7 فبراير - آنا إيفانوفنا إمبراطورة روسيا (ماتت 1740)
- دوق نيوكاسل
- يوهان ياكوب فتستاين

## وفيات

### مايو
- 26 مايو - محمد بن الحسن الحر العاملي، عالم دين وفقيه ومرجع ومُحدِّث شيعي لبناني.